# Blue Mound (Kansas)
Blue Mound – miasto w Stanach Zjednoczonych, w stanie Kansas, w hrabstwie Linn.